# Lascabanes
Lascabanes korábbi község Franciaországban, Lot megyében. Lakosainak száma 203 fő (2018. január 1.). Lascabanes Cézac, Montcuq-en-Quercy-Blanc, Sainte-Alauzie, Saint-Cyprien, Saint-Pantaléon és Montcuq községekkel határos.
2018. január 1-jén Saint-Cyprien és Saint-Laurent-Lolmie korábbi községgel egyesült és az így létrejött Lendou-en-Quercy új község része lett.

## Népesség
A település népességének változása:
| Lakosok száma | 198  | 173  | 161  | 157  | 167  | 180  | 193  | 199  | 202  | 203  |
|               | 1968 | 1975 | 1982 | 1990 | 1999 | 2006 | 2011 | 2013 | 2017 | 2018 |